# Port Clinton (Ohio)
Port Clinton – miasto portowe w Stanach Zjednoczonych, na półwyspie wchodzącym do jeziora Erie, w północnej części stanu Ohio. Jest siedzibą władz hrabstwa Ottawa, którego jest jedynym miastem. Liczba mieszkańców w 2000 roku wynosiła 6357. W mieście oprócz portu towarowego znajduje się także marina jachtowa.

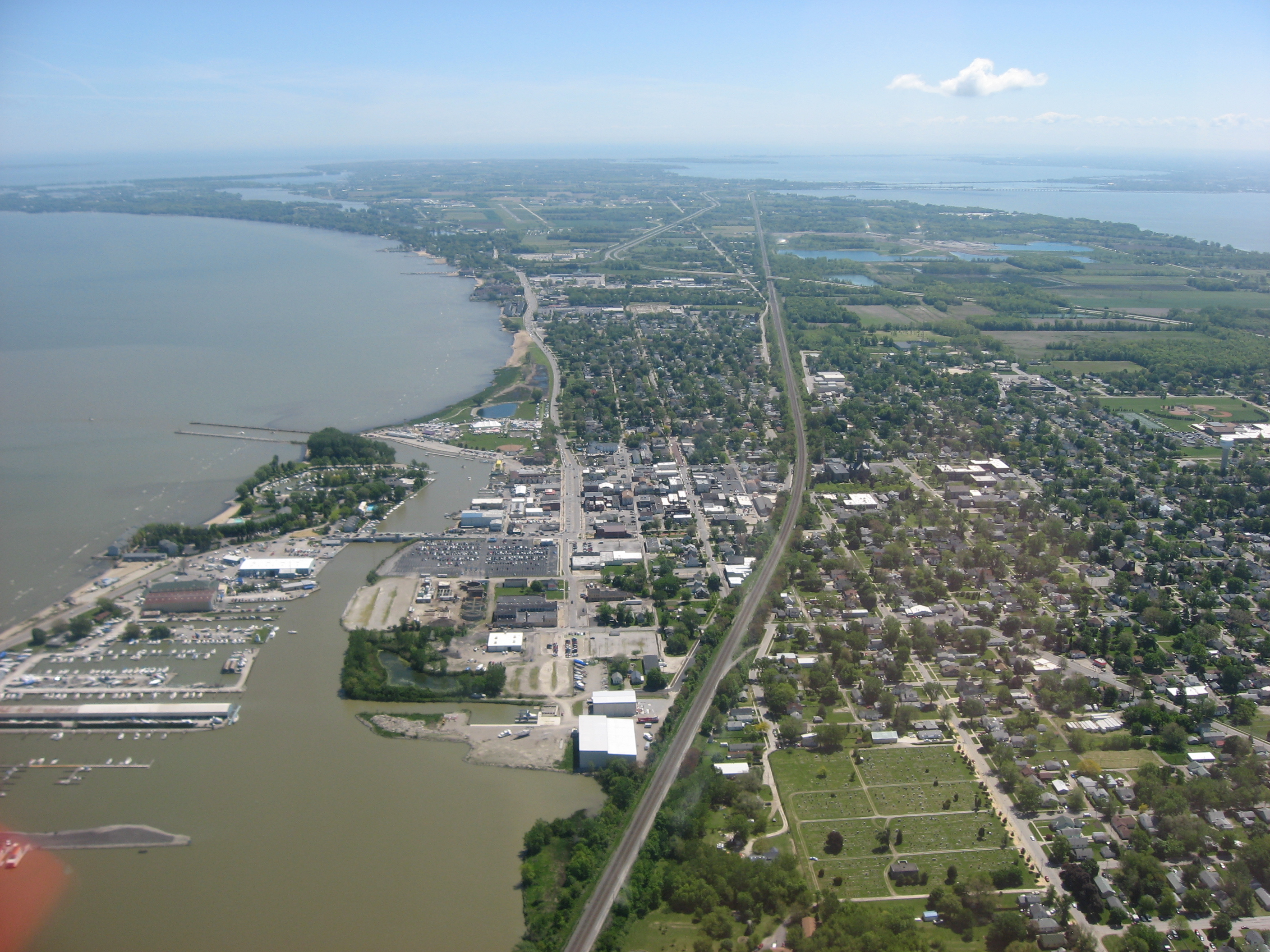
Widok na miasto

Pierwsza osada powstałe w 1828 roku, a jej mieszkańcy nadali jej nazwę DeWitt Clinton, na cześć amerykańskiego polityka, gubernatora Nowego Jorku, gorącego zwolennika kanału łączącego jezioro Erie i Hudson River.

## Klimat
Miasto leży w strefie klimatu kontynentalnego, z gorącym latem, należącego według klasyfikacji Köppena do strefy Dfa. Średnia temperatura roczna wynosi 10,6 °C, a opady 848,4 mm (w tym do 72,1 cm opadów śniegu). Średnia temperatura najcieplejszego miesiąca - lipca wynosi 23,3 °C, najzimniejszego - stycznia -2,8 °C, podczas gdy rekordowe temperatury wynoszą odpowiednio 40,6 °C i -26,7 °C.